# Европейска отбранителна общност
Европейската отбранителна общност е неуспешен проект за надскачане на икономическата интеграция в Западна Европа през 50-те години на XX век, като целта е била обединение в областта на отбраната. На 27 май 1952 г. в Париж е подписан договор за Европейска отбранителна общност от шестте държави членки на Европейската общност за въглища и стомана (ЕОВС). Този договор се основава на плана „Плевен“ и се състои в изграждането на наднационална структура със собствени въоръжени сили под единно командване. Така се създава единна европейска армия, като шестте държави се очаква да поемат общи военни задължения, сред които предоставяне на национални контингенти за общата армия, участие в общия военен бюджет, обща програма за въоръжаване и отбрана. Като институции на общността се предвиждат Съвет на министрите и Комисариат, както и Парламентарна асамблея и Съд, като последните две са общи с тези на ЕОВС. Сред целите на новата общност, освен приобщаването на Федерална република Германия към интеграционните процеси и създаването на ефикасна европейска армия, е улесняването на обединението на Европа, като се премахнат рисковете от поддържане на национални армии. Този страх е бил особено силен у френските политици, които са се бояли от едно потенциално военно укрепване на ФРГ.
Интегрирането на отбраната под наднационален контрол води до опит за създаване на структура, която да позволява провеждането на обща външна политика. За целта през 1952 г. е създадена Асамблея за политическо обединение, чиято задача е изработването на проект на договор за Европейска политическа общност. Той е изработен и приет в Страсбург през март 1953, като става известен като проектът „Спаак“ по името на своя създател.
Нито един от двата проекта не става реалност. На 30 август 1954 г. Френският парламент отхвърля договора за Европейска отбранителна общност, което довежда до провала и на проектодоговора за Европейска политическа общност. През 2022 г. е поставено началото на междуправителствен форум за политически и стратегически дискусии за бъдещето на Европа под името Европейска политическа общност, чиято основна цел е да работи „за насърчаване на политическия диалог и сътрудничеството за решаване на въпроси от общ интерес и за укрепване на сигурността, стабилността и просперитета на европейския континент“. В нея участват 44 европейски държави, в т.ч. всичките 27 държави членки на Европейския съюз.

## Причини за неуспеха
Причините за провала на идеята за военно и политическо обединение са няколко. На първо място, държавите все още не са склонни да отдават правомощия в чувствителни области като външната политика и отбраната. Налице е и нежелание въпросите по сигурността да се решават без НАТО и САЩ. Не е без значение и фактът, че със смъртта на Сталин изчезва външната заплаха като мотив за задълбочаване на интеграционните процеси.